# PhosAgro
PhosAgro est une entreprise russe d'extraction de phosphate et de produits fertilisants. Son siège social est situé à Moscou.
Cette société est le plus grand producteur d'engrais contenant du phosphore en Russie et en Europe. PhosAgro est également le plus grand producteur mondial de roches phosphatées de haute qualité.
En 2023, le chiffre d'affaires de la société s'élève à 1,1 milliard d'euros.